# Svengali (1927)
Svengali ist ein deutscher Spielfilm aus dem Jahre 1927. Unter der Regie von Gennaro Righelli spielt Paul Wegener die Titelrolle.

## Handlung
Das Kleinbürgermädchen Trilby, das so gern Modell geworden wäre, wozu aber offensichtlich ihr Talent nicht reicht, lebt und arbeitet in der Wäscherei ihrer Mutter. Hier im Studentenviertel wohnen und studieren viele Nachwuchskünstler – ein Umfeld, von dem sich Trilby magisch angezogen fühlt. Gern bewegt sie sich in Künstlerkreisen und ist die Freundin des Nachwuchsmalers Billy geworden. Die Begegnung mit dem Klaviervirtuosen Svengali im Studentencafé verändert ihr Leben von Grund auf. Der Mann übt hypnotische Wirkung auf sie aus, und bald gelingt es ihm, sie ganz in seinen Bann zu ziehen. Svengali entführt Trilby, setzt sie unter Hypnose und macht sie so zu einer begabten Sängerin. In diesem Zustand, in dem sie auf Gedeih und Verderb dem Willen Svengalis ausgesetzt ist, kann sie ganze Konzerte rund um den Globus bestreiten.
Eines Tages kehren Svengali und Trilby in ihre Heimatstadt zurück. Billy hat seine Liebe noch immer nicht vergessen. Da kommt es zu einer handfesten Auseinandersetzung zwischen Svengali und seinem buckligen Geigenspieler Gecko, einer merkwürdigen Gestalt. Als Gecko erkennt, dass die Macht, die Svengali über Trilby ausübt, ihr nicht gut tut, fordert er seinen Herrn  und Meister dazu auf, das Mädchen gehen zulassen. Svengali weist ihn kühl zurück, und Gecko sticht ihn daraufhin nieder. Svengali wird dabei derart schwer verletzt, dass er während eines Konzerts Trilbys das Bewusstsein verliert und schließlich stirbt. Die Macht Svengalis über das Mädchen ist gebrochen, doch im Moment von Svengalis Tod fällt Trilby in Ohnmacht und wird wenig später ernsthaft krank. In einem Sanatorium wird sie wieder zurück ins (hypnosefreie) Leben geführt. Als Trilby wieder genesen und der Schatten von Svengalis Macht über sie endgültig hinfort ist, kann sie ein neues Leben an Billys Seite beginnen.

## Produktionsnotizen
Gedreht wurde im Mai 1927 im Terra-Glashaus. Die Uraufführung des siebenaktigen Films, der die Zensur am 4. August 1927 passierte, fand am 7. September 1927 im Berliner Beba-Palast Atrium statt.
Die Filmbauten stammen von Hans Jacoby, Hermann Grund war Aufnahmeleiter.

## Kritiken
Die Österreichische Film-Zeitung urteilte: "Der Manuskriptautor Max Glass hat den ehrlichen Willen zum künstlerischen Film gehabt und bis auf das „happy end“ auch durchgeführt. In der Besetzung ganz groß Wegeners Svengali, das Dämonische aus dem Tierhaften holend, eine Art überlebensgroßer, in seiner Furchtbarkeit schöner und in seiner Schönheit furchtbarer Gorilla."
Oskar Kalbus’ Vom Werden deutscher Filmkunst schrieb über Wegeners Svengali-Interpretation: Sein unheimliches Gesicht brauchte durch Maskenbildner nicht umgeformt werden, war aber dafür auch nicht klassisch. Bei den berühmtesten Darstellern des Svengali wurde das glatte Gesicht des Schauspielers stets von einem schwarzen Vollbart umrahmt, um der Gestalt einen unheimlichen Ausdruck zu geben. Anita Dorris war besonders fesselnd in der Darstellung der Hypnotisierten.
In Heinrich Fraenkels „Unsterblicher Film“ heißt es: „Brutale Gewalt, wie er sie hier als "Svengali" zeigt, glaubt man Paul Wegener ohne weiteres. In der Rolle des berühmten Hypnotiseurs überzeugt er aber ebenso glaubhaft von dem hypnotischen Zwang, den jener geheimnisvolle Bösewicht der Gruselliteratur auf seine Opfer ausübt.“